# Euxylophilus principalis
Euxylophilus principalis là một loài bọ cánh cứng trong họ Aderidae. Loài này được Champion miêu tả khoa học năm 1915.